# Halvor Solberg
Halvor Solberg (Ringsaker, 5 febbraio 1895 – Oslo, 31 gennaio 1974) è stato un meteorologo norvegese, candidato al premio Nobel per la fisica per quattro volte (negli anni 1928, 1937, 1938 e 1939).
Solberg studiò scienze naturali all'Università di Oslo, ove ottenne il titolo di cand.mag. nel 1916, con specializzazioni in astronomia, chimica e meccanica. Durante questo periodo lavorò anche nella ricerca sulle aurore boreali e fu assistente dei professori Lars Vegard e Carl Størmer. Dopo la laurea, Solberg si trasferì a Lipsia, dove iniziò a lavorare come assistente di Vilhelm Bjerknes. Quando Bjerknes tornò all'Università di Bergen per organizzare il nuovo istituto geofisico, Solber lo seguì.
È stato un membro centrale della Scuola di Meteorologia di Bergen, lavorando come meteorologo a Kristiania dal 1918. La sua tesi Integrationen der atmosphärischen Störungsgleichungen è stata pubblicata nel 1928. È stato nominato professore all'Università di Oslo dal 1930 al 1964. Negli anni '30 ha lavorato sulla teoria delle maree, onde e oscillazioni atmosferiche, e sulla stabilità dei flussi di gas e dei liquidi.
È stato membro della Accademia Norvegese delle Scienze e delle Lettere dal 1930 e ha ricoperto il ruolo di segretario generale dal 1946 al 1954. Ha presieduto la Società Geofisica Norvegese dal 1937 al 1938.